# Zgornje Vrtiče
Zgornje Vrtiče – wieś w Słowenii, w gminie Kungota. 1 stycznia 2018 liczyła 65 mieszkańców.